# Leichtathletik-Europameisterschaften 1969/Medaillenspiegel
Dies ist der Medaillenspiegel der Leichtathletik-Europameisterschaften 1969, welche vom 16. bis zum 21. September im griechischen Athen ausgetragen wurden. Bei identischer Medaillenbilanz sind die Länder auf dem gleichen Rang geführt und alphabetisch geordnet.
| Medaillenspiegel | Medaillenspiegel | Medaillenspiegel | Medaillenspiegel | Medaillenspiegel | Medaillenspiegel |
| Platz            | Land             | Gold             | Silber           | Bronze           | Gesamt           |
| ---------------- | ---------------- | ---------------- | ---------------- | ---------------- | ---------------- |
| 1                | DDR              | 11               | 7                | 7                | 25               |
| 2                | UdSSR            | 9                | 7                | 8                | 24               |
| 3                | Großbritannien   | 6                | 4                | 7                | 17               |
| 4                | Frankreich       | 3                | 4                | –                | 7                |
| 5                | Tschechoslowakei | 2                | 1                | 2                | 5                |
| 6                | Polen            | 2                | –                | 5                | 7                |
| 7                | Ungarn           | 1                | 2                | –                | 3                |
| 8                | Schweiz          | 1                | 1                | 1                | 3                |
| 9                | Italien          | 1                | –                | 3                | 4                |
| 10               | Österreich       | 1                | –                | 1                | 2                |
| 11               | Bulgarien        | 1                | –                | –                | 1                |
| 12               | Finnland         | –                | 2                | –                | 2                |
| 12               | Niederlande      | –                | 2                | –                | 2                |
| 12               | Rumänien         | –                | 2                | –                | 2                |
| 12               | Schweden         | –                | 2                | –                | 2                |
| 16               | BR Deutschland   | –                | 1                | 2                | 3                |
| 17               | Belgien          | –                | 1                | –                | 1                |
| 17               | Dänemark         | –                | 1                | –                | 1                |
| 17               | Irland           | –                | 1                | –                | 1                |
| 20               | Jugoslawien      | –                | –                | 1                | 1                |
| 20               | Norwegen         | –                | –                | 1                | 1                |
| Gesamt           | Gesamt           | 38               | 38               | 38               | 114              |